# Ferdinand Lassalle
Ferdinand Lassalle (Breslau, actual Wrocław, Polònia, 11 d'abril de 1825 - Carouge, Suïssa, 31 d'agost de 1864) fou un advocat i polític socialista prussià.
Fou un dels principals impulsors del primer moviment socialdemòcrata alemany. Principal portaveu del socialisme alemany després del 1848. Lassalle fou partidari d'un socialisme d'estat. A diferència de Marx, creia en una tàctica legalista i evolucionista i no revolucionària. Contrari a la lluita de classes, arribà a considerar la possibilitat d’una monarquia social basada en el sufragi universal, del qual esperava una transformació del caràcter de l’estat.. Defensà la integració política dels treballadors.
Compromès només breument en la lluita revolucionària democràtica durant 1848, després es va apartar de la política durant anys per seguir els seus estudis i treball com a advocat de la comtessa von Hatzfeldt, que li atorgà en agraïment una renda anual de 5.000 tàlers (unes 750 lliures esterlines) per a la resta de la seva vida. Lassalle va tornar a entrar a la política pública el 1862, motivat pel debat constitucional a Prússia.
Fou president de l'Associació General de Treballadors Alemanys (ADAV), fundada a Leipzig el 1863, el primer partit dels treballadors. Davant la repressió creixent i la persecució del socialisme a Prússia es traslladà a Suïssa, tot i que intentà mantenir-se en contacte amb les autoritats defensant una conciliació social dins les institucions estatals. Mantingué correspondència i relació amb el canceller conservador Otto Von Bismarck.
Publicà obres com Die Philosophie Herakleitos des Kunkeln (La filosofia d'Heràclit l'obscur d'Efes, 1858) on feia una lectura Hegeliana del filòsof pre-socràtica Heràclit; Das System der erworbenen Rechte (El sistema de drets adquirits, 1861); Herr Bastiat-Schulze von Delitzsch oder Kapital und Arbeit (‘Bastiat-Schulze von Delitzsch o Capital i treball’, 1864), i Das eherne Lohngesetz (la Llei de bronze dels salaris, 1863), en al qual Lassalle va argumentar que les mesures individuals d'autoajuda dels treballadors assalariats estaven destinades al fracàs i que només les cooperatives de productors establertes amb l'ajuda financera de l'estat farien possible la millora econòmica de la vida dels treballadors. D'això en seguia la defensa d'una acció política dels treballadors per gestionar el poder de l'estat com a primordial i menystenia l'organització de sindicats per lluitar per millores salarials.
Lassalle considerà l'Estat com una entitat independent, un instrument de justícia essencial per aconseguir un programa socialista, afirmà que "l'objectiu de l'Estat és l'educació i el desenvolupament de la llibertat en el gènere humà", i per això la revolució no era necessària.
Aquests plantejaments foren criticats per Engels i Marx, que defensaven com a necessària l'acció sindical alhora que defensaven una estratègia revolucionària en considerar l'Estat un instrument de dominació de classe. Malgrat haver conegut Marx i establir-hi amistat en temps de les revolucions de 1848, acabaren tenint plantejaments enfrontats.
A causa de la seva mort prematura als 39 anys, només dos anys després de la seva entrada seriosa a la política radical alemanya, les contribucions reals de Lassalle a la teoria socialista són modestes. fou més conegut i apreciat com un divulgador de les idees més que un innovador o teòric.
Ferdinand Lassalle morí en un duel amb un noble valaquià Iancu Racoviță, el 31 d'agost de 1864, a Carouge, prop de Ginebra. Fou enterrat a Breslau, al vell cementiri jueu 
Lassalle va ser recordat pels biògrafs com una personalitat contradictòria, seriosament compromesa amb el benefici de les masses, però impulsada per l'ambició personal i amb una forta vanitat.
Lassalle i el seu llegat han estat criticats pels sectors del moviment obrer i socialista alemany propers al marxisme i altres corrents més esquerranes, i reivindicat per socialdemòcrates com Bernstein i els sectors moderats del Partit Socialdemòcrata, que donaren suport a l'Estat alemany contra els plantejaments revolucionaris i internacionalistes de l'esquerra. En el moment de la seva mort, el partit polític de Lassalle tenia 4.610 afiliats i no comptava encara amb cap programa polític detallat. L'ADAV va continuar després de la seva mort fins a la fundació del Partit Socialdemòcrata d'Alemanya el 1875.